# Сергий Радонежки
Се́ргий Ра́донежки, в света Вартоломе́й, (3 май 1314 (предполагаемо) – 25 септември 1392) е монах на руската църква, основател на Троицкия манастир в Сергиев Посад, реформатор на монашеството в Северна Русия.
Почита се от Руската православна църква като преподобен и се смята за най-великия подвижник в Русия.
Почита се на:
- 25 септември – успение;
- 5 юли – намиране на мощите;
- 6 юли – Събор на Радонежките светии.

## Биография

### Рождение и детство
В разказа си Епифаний Премъдри – първият биограф на Сергий Радонежки, съобщава, че бъдещият светец, на име Вартоломей, е роден в с. Варници, близо до Ростов в семейството на болярите Кирил и Мария Радонежки.
В литературата има няколко дати за неговото рождение. Твърди се, че Сергий е роден или през 1315 г., или през 1318 г. За дата на раждането му се смята 9 май, а също и 25 август 1322 г. В съчиненията от XIX в. фигурира датата 3 май 1319 г. Това различие в мненията дава основание на известния писател Валентин Распутин с тъга да твърди, че „годината на раждане на младенеца Вартоломей е изгубена“. Руската църква традиционно смята за ден на рождението му 3 май 1314 г.
Вартоломей бил на 10 г., когато родителите му го завели да се обучава в църковно училище заедно с братята си: по-големия Стефан и по-малкия Петър. За разлика от братята си, които се справяли с учението, Вартоломей доста изоставал в науката. Учителят му се карал, родителите му тъгували, самият той се молел със сълзи на очи, но не успял да напредне в ученето. И тогава се случило събитие, за което разказват всички животописци на Сергий.

Когато бил на 13 години, по поръка на баща си Вартоломей отишъл в полето да търси конете на семейството. Докато ги търсел, стигнал до поляна и видял под един дъб старец – схимник, „свят и чуден, презвитер, благообразен, подобен на Ангел, който стоял в полето под дъба и усърдно, със сълзи се молел“. Като го видял в началото Вартоломей смирено се поклонил, след това се приближил, очаквайки старецът да свърши с молитвата. Като видял момчето, старецът се обърнал към него: „Какво търсиш и какво искаш, чедо?“. Вартоломей се поклонил до земята и с дълбоко душевно вълнение разказал на стареца за своята тъга и го помолил да се обърне молитвено към Бога да му помогне да се научи на четмо и писмо. Старецът се помолил и извадил от пазвата си малко ковчеже, извадил от него частица просфора, благословил я и я подал на момчето с думите:"дава ти се като знак на Божията благодат и за разбиране на Светото писание <…> за науката, чедо, не скърби: знай, че от днес Господ те дарява с познание, по-голямо от това на братята и връстниците ти". След това старецът се приготвил да тръгва, но Вартоломей го помолил да посети родителите му в неговия дом. Докато се хранели, родителите на Вартоломей разказали на стареца за множеството знамения, които съпътствали раждането на сина им, и старецът им казал: „знак за истинността на думите ми за вас ще бъде, че след като си тръгна синът ви ще може да чете и пише и ще разбира свещените книги. И второ знамение и предсказание – синът ви ще бъде велик пред Бога и хората за своя добродетелен живот“. Като казал това, старецът си тръгнал и последните му думи били: 
| „ | Синът ви ще бъде обител на Светата Троица и благодарение на него много хора ще разберат Божиите заповеди | “ |

Около 1328 г. значително обеднялото семейство на Вартоломей е принудено да се премести в Радонеж. След сватбата на най-големия син Стефан възрастните родители приемат схима в Хотково-Покровския манастир.

### Начало на монашеския живот
След смъртта на родителите си самият Вартоломей отива в Хотково-Покровския манастир, където вече се бил замонашил овдовелият му брат Стефан. В стремежа си към „най-строг монашески живот“ и пустиножителство, той останал за кратко в манастира иубедил брат си Стефан да основат обител на брега на река Кончура, на хълма Маковец, сред тихата радонежка борова гора. Именно там около 1135 г. построили малка дървена църква Света Троица, на чието място днес се издига съборния храм със същото име. Стефан не издържа твърде суровия и аскетичен живот и скоро заминава в московския Богоявленски манастир, където по-късно става игумен. Вартоломей остава сам и се обръща към игумен на име Митрофан, който го постригва за монах под името Сергий, тъй като на този ден се отбелязвала паметта на мъчениците Сергий и Вакх. Тогава той е на 23 години.

### Създаване на манастира
След две-три години към него започват да се стичат монаси; създава се обител, която през 1345 г. се оформя като Троице-Сергиевия манастир (впоследствие Троице-Сергиева лавра) и Сергий става неин втори игумен (първи е Митрофан) и презвитер (от 1354 г.), давайки на всички пример със своето християнско смирение и трудолюбие. Той забранява да се приемат подаяния и поставя правило – всички монаси да се издържат от собствения си труд, като сам дава пример за това. Постепенно славата му се разнася; в обителта идват всякакви хора – от селяни до князе; много от тях се заселват близо до манастира, като му завещават имуществото си. Крайно бедната в началото обител се превръща в богат манастир. Славата на Сергий стига дори до Цариград: Вселенският патриарх Филотей му изпраща специален кръст, параман, схима и писмо, в което го възхвалява за добродетелния му живот и дава съвет в манастира да се въведе ценобат (строг аскетичен живот в манастира). По неговия съвет и с благословията на митрополит Алексей Бяконт, Сергий въвежда в манастира устав, който впоследствие е приет в много руски манастири. Преди смъртта си митрополит Алексей, който дълбоко уважава радонежкия игумен, го моли да стане негов приемник, но Сергий решително отказва.

### Обществено служение
След смъртта на светителя Алексей преподобни Сергий Радонежки предлага на великия княз Дмитрий да избере суздалския епископ Дионисий Суздалски. Но великият княз Дмитрий предпочита да назначи за митрополит своя духовник, Новоспаския архимандрит Михаил (Митяй). По заповед на княза Михаил е избран в Москва от събора на епископите за митрополит на Москва. Светителят Дионисий смело се опълчва срещу избора на княза, като обяснява, че изборът на митрополит без волята на Вселенския патриарх ще бъде незаконно. Митяй е принуден да замине за Константинопол. Дионисий иска да изпревари Митяй и сам да отиде в Константинопол, но е задържан под стража от великия княз. Дионисий поискал да бъде освободен и обещава да не отиде в Константинопол, като за него гарантира преподобни Сергий. Но веднага след като е освободен, по призив на патриарха заминава в Гърция след Митяй. С постъпката си причинява много неприятности на Сергий .
По думите на негов съвременник Сергий можел „с тихи и кротки думи“ да повлияе и на най-закоравелите и жестоки сърца; много често помирявал враждуващи помежду си князе, уговаряйки ги да се подчинят на великия московски княз (например, ростовския княз – през 1356 г., нижегородския – през 1365 г., рязанския Олег и др.), благодарение на което по време на Куликовската битка почти всички руски князе признават върховенството на Дмитрий Донски. Според житието, преди да започне битката Дмитрий Донски, съпровождан от князе, боляри и войводи, отива при Сергий, за да се помоли с него и да поиска благословията му. Сергий го благославя и му предрича победа и спасение от смъртта; в битката пуска и двама свои монаси – Александър Пересвет и Радион Ослябя.
Съществува версия (на В.А.Кучкин), според която разказът от Житието на Сергий Радонежки за благословията му към Дмитрий Донски за битката с Мамай се отнася не за Куликовската битка, а за битката при река Вожа (1378 г.) и е свързан с по-късни текстове („Сказание за Мамаевата битка“) като по-мащабно събитие.
Дмитрий Донски се приближавал към река Дон, но се колебаел дали да я пресече или не; едва след като получава насърчително писмо от Сергий, в което той го увещава да нападне възможно най-скоро татарите, князът пристъпва към решителни действия.
През 1382 г., когато войската на Тохтамъш стига Москва, Сергий оставя манастира за известно време „и бяга от Тохтамъш в Твер“ под защитата на княза на Твер – Михаил Александрович.
След Куликовската битка великият княз започва да се отнася с още по-голямо уважение към радонежкия игумен и през 1389 г. го кани да потвърди духовното завещание, което узаконява новия ред за завещаване на престола от бащата на най-големия син.
Освен Троице-Сергиевата лавра Сергий основава още няколко манастира – Благовещенски манастир (в Киржач), Старо-Голутвин манастир близо до Коломна, Висоцки манастир. Във всички тези обители той поставя за настоятели свои ученици. Учениците му създават над 40 манастира: Савво-Сторожевски манастир близо до Звенигород, Терапонтов манастир, Кирило-Белозерски манастир, Воскресенски Обнорски манастир и др.
Според житието Сергий Радонежки извършва много чудеса. Хората се стичат към него от различни градове за изцеление, а понякога просто за да го видят. Според житието веднъж възкресил момченце, което починало в ръцете на баща си, докато го носел към светеца за изцеление.

### Старост и кончина
Сергий достига до дълбока старост и половин година преди смъртта си я прозира. Той привиква братята при себе си и благославя за игумен опитния в духовния живот ученик – преподобни Никон Радонежки. В деня преди смъртта си преподобни Сергий за последен път призовава братята при себе си и се обръща към тях с този завет: Внимавайте за себе си, братя. Преди всичко имайте страх Божий, душевна чистота и нелицемерна любов...
Сергий почива на 25 септември 1392 г. На 18 юли 1422 г. са открити нетленните му мощи, за което свидетелства Пахомий Логотет; 18 юли е сред дните, когато се почита паметта на светеца. На езика на древно-църковната литература нетленните мощи не означават нетленно тяло, а съхранени нетленни кости. През 1919 г., по време на кампания за изравяне на мощи, мощите на Сергий Радонежки са подложени на изравяне в присъствието на специална комисия с участието на представители на църквата. Останките на Сергий са намерени във вид на кости, коса и фрагменти от груби монашески одежди, в които бил погребан. През 1920 – 1946 г. мощите се намират в музей в зданието на лаврата. На 20 април 1946 г. мощите на Сергий са върнати в църквата.
Най-известният източник на сведения за него, къкто и забележителен паметник на древноруската литература, е легендарното „Житие на Сергий“, създадено през 1417 – 1418 г. от неговия ученик Епифаний Премъдри, а в средата на XV в. то е значително преработено и допълнено от Пахомий Логотет.

## Канонизация
Църквата почита паметта на преподобни Сергий в деня на кончината му 8 октомври / 25 септември, а също и в деня на откриването на мощите му 18/5 юли и на Събора на Радонежките светии 6/19 юли.
Почитането на Сергий Радонежки възниква преди появата на формални правила за канонизация на светци (до Макариевите събори руската църква не е имала задължителна съборна канонизация). Поради тази причина няма документални факти кога и как е започнало почитането му като православен светец, нито от кого е установено. Вероятно Сергий „сам се превръща в общоруски светец, заради великата си слава“. Едва през 1427 г., 5 години спед откриването на мощите му, във Варници е основан Троице-Сергиевият Варницки манастир (днес: подворие на Свято-Троице Сергиевата лавра).
Максим Грек открито изказва съмнения относно светостта на Сергий. Причината за съмненията е породена от факта, че Сергий, подобно на московските светители „държал градове, власт, села, събирал данъци, имал богатства“.
Църковният историк Евгений Голубински не дава еднозначна информация кога е започнало почитането на светеца. Споменава 2 княжески грамоти, издадени преди 1448 г., в които Сергий е наречен преподобен старец, но се смята, че в тях е представен все още като местен светец Според него като доказателство за причисляването на Сергий към светците за общоцърковно почитане служи грамота на митрополит Йон за Дмитрий Юриевич Шемяка, датирана от 1449 или 1450 г. (неопределеността на годината е предизвикана от неяснотата кога именно старото мартенско летоброене е заместено от септемврийското). В нея предстоятелят на Руската църква нарича Сергий преподобни и го поставя наред с други чудотворци и светители, като заплашва Шемяка да го лиши от „милостта“ на московските светци Голубински смята, че общоцърковното прославяне на Сергий Радонежки заедно с преподобни Кирил Белозерски и светителя Алексий (Бяконт) е едно от първите деяния на митрополит Йон, след като е избран на тази длъжност.
В много светски енциклопедии се твърди, че Сергий е канонизиран за светец през 1452 г.
С одобрението на римския папа Сергий Радонежки се почита само от източнокатолическата църква. 
Светските историци отбелязват, че Сергий е канонизиран по политически причини, поради волята на великия княз Василий Тъмни. великият княз причислява Сергий към московските светци не със специален указ, а като частен случай, в договорна грамота от 1448 г. с княз Иван Андреевич Можайски. 

## В художествената литература
- Борис Зайцев. „Житие на Сергий Радонежки“ (1924).
- Сергей Бородин. „Дмитрий Донски“. Исторически роман (1940).
- Дмитрий Балашов, исторически романи: „Вятърът на времето“, „Похвала за Сергий“, „Света Рус“ (том 1).
- Андрей Валентинов, цикъл „Окото на Силата“ (фентъзи, 1990 г.).